# Либерзон, Владимир Михайлович
Влади́мир Миха́йлович Либерзо́н (23 марта 1937, Москва — 4 августа 1996, Реховот) — советский, затем израильский шахматист, гроссмейстер (1965).

## Биография
Родился в Москве 23 марта 1937 года. Участвовал в нескольких Чемпионатах СССР по шахматам, в них его лучшим результатом было четвёртое место на 36-м Чемпионате СССР в Алма-Ате (1968/69). Мастер (1963). Гроссмейстер (1965).
На шахматных турнирах он был первым в Москве (Чемпионат Центрального шахматного клуба) в 1963, в том же году обыграл Таля, был лучшим в 1964 и 65-м гг., четвёртым в Кисловодске (1964), пятым в Ереване (1965), вторым в Лейпциге (1965), первым в Зинновице (1967), вторым в Амстердаме (1969), третьим в Дубне (1971), третьим в Ляховице.
6 декабря1964 года на личном первенстве ВЦСПС в Москве Владимир Либерзон в партии с победителем этого турнира чемпионом мира Тиграном Петросяном одержал победу на 15 ходу. Этот результат ввел его в члены символического  клуба Михаила Чигорина и является рекордом клуба по числу ходов, затраченных на победу над чемпионом мира.
Владимир Либерзон был первым шахматным гроссмейстером, кому советское правительство позволило репатриироваться в Израиль (1973). Он выиграл Чемпионат Израиля по шахматам в 1974 году. Получив израильское гражданство, Владимир Либерзон продолжил побеждать на престижных международных соревнованиях. Занял первое место в Венеции (1974), первое место в Lone Pine (1975), второе в Нетании (1975), второе в Рейкьявике (1975), первое в Беер-Шеве (1976), первое в Нетании (1977), третье в Амстердаме (1977), первое в Lone Pine (1979), четвёртое в Беер-Шеве (1984).
Либерзон представлял Израиль на четырёх шахматных Олимпиадах: в 1974 году, на 21-й Олимпиаде в Ницце (+4 −3 =8), в 1976 году, на 22-й Олимпиаде в Хайфе (+2 −2 =6), в 1978 году, на в 23-й Олимпиаде в Буэнос-Айресе (+1 −2 =6), в 1980 году, на 24-й Олимпиаде в Ла-Валлетте (+2 −2 =5).
Либерзон умер в своём доме от сердечного приступа в 1996 г., тело было обнаружено через три дня.

## Примечательные партии
Либерзон — Таль (Москва, 1963)
1. d4 Кf6 2. c4 e6 3. Кc3 Сb4 4. e3 0-0 5. Сd3 d5 6. a3 dxc4 7. Сxc4 Сd6 8. Кf3 Кc6 9. Кb5 e5 10. Кxd6 Фxd6 11. dxe5 Фxd1+ 12. Крхd1 Кg4 13. Кре1 Кgxe5 14. Кxe5 Кxe5 15. Сe2 Сf5 16. Сd2 Кd3+ 17. Сxd3 Сxd3 18. Лc1 Лac8 19. f3 c5 20. Крf2 f5 21. Лhg1 Лc6 22. Сc3 h5 23. h3 Лg6 24. a4 c4 25. Лgd1 Лd8 26. Лd2 Лd5 27. Лcd1 Лb6 28. a5 Лb3 29. Лg1 b5 30. axb6 axb6 31. g4 fxg4 32. hxg4 Лg5 33. gxh5 Лbb5 34. Лdd1 Крf7 35. e4 Крg8 36. Кре3 Крf8 37. Лa1 Лxg1 38. Лxg1 Лxh5 39. Лxg7 Сc2 40. Лb7 b5 41. e5 Сf5 42. Лxb5 Лh6 43. Лb8+ Кре7 44. Лb7+ Крd8 45. Сa5+ Кре8 46. Крf4 Сd3 47. Сb4 Крd8 48. Лg7 Кре8 49. Сd6 Сe2 50. Крg5 Лh1 51. f4 Лh5+ 52. Крg6 Лh1 53. e6 Сd3+ 54. Крf6 Чёрные сдались.

## Изменения рейтинга
| Графики недоступны из-за технических проблем. См. информацию на Фабрикаторе и на mediawiki.org. |